# ريان شو
ريان شو (بالإنجليزية: Ryan Shaw)‏ هو مغني أمريكي، ولد في 26 ديسمبر 1980 في ديكاتور في الولايات المتحدة.

## وصلات خارجية
- الموقع الرسمي
- ريان شو على موقع ميوزك برينز (الإنجليزية)
- ريان شو على موقع قاعدة بيانات برودواي على الإنترنت (الإنجليزية)
- ريان شو على موقع أول ميوزيك (الإنجليزية)
- ريان شو على موقع ديسكوغز (الإنجليزية)